# ناوشکن کلاس درزکی
دیسترویر کلاس درزکی (به انگلیسی: Derzky-class destroyer) یک کلاس از کشتی است که طول آن ۹۸ متر (۳۲۱ فوت ۶ اینچ) می‌باشد.